# ديلان بن
ديلان بن (بالإنجليزية: Dylan Penn)‏ هي عارضة وممثلة أمريكية، ولدت في 13 أبريل 1991 في لوس أنجلوس في الولايات المتحدة.

## وصلات خارجية
- ديلان بن على موقع IMDb (الإنجليزية)
- ديلان بن على موقع ألو سيني (الفرنسية)
- ديلان بن على موقع أول موفي (الإنجليزية)
- ديلان بن على موقع قاعدة بيانات الفيلم (الإنجليزية)
- ديلان بن على موقع كينوبويسك (الروسية)